# Les Natchez
Les Natchez (francês: Os Natchez) é um romance escrito por François-René de Chateaubriand, durante o seu exílio na Inglaterra, e impresso em 1825-1826. O tema é o povo natchez, e contém as impressões do autor sobre a América e a sua filosofia de vida.
Um trecho desta obra foi publicado anteriormente, em 1802, como a novela René.